# Thomas Ayeko
Thomas Ayeko (ur. 10 lutego 1992 w Kapworosoi) – ugandyjski lekkoatleta specjalizujący się w biegach długich.
W 2010 roku wywalczył brąz w drużynie juniorów oraz zajął 18. miejsce w indywidualnym biegu juniorów podczas przełajowych mistrzostw świata. Rok później – także w gronie juniorów – zdobył srebro indywidualnie i brąz w drużynie podczas kolejnej edycji światowego czempionatu w przełajach. Dwukrotny brązowy medalista mistrzostw Afryki juniorów w biegach na 5000 i 10 000 metrów (2011). W 2012 roku zajął 16. lokatę w biegu na 10 000 metrów podczas igrzysk olimpijskich w Londynie. Rok później był 11. na mistrzostwach świata w Moskwie. Srebrny medalista mistrzostw Afryki w biegu na przełaj (2014).

## Rekordy życiowe
- Bieg na 10 000 metrów – 27:40,96 (2013)
- Półmaraton – 60:26 (2016)